# Jin Ling

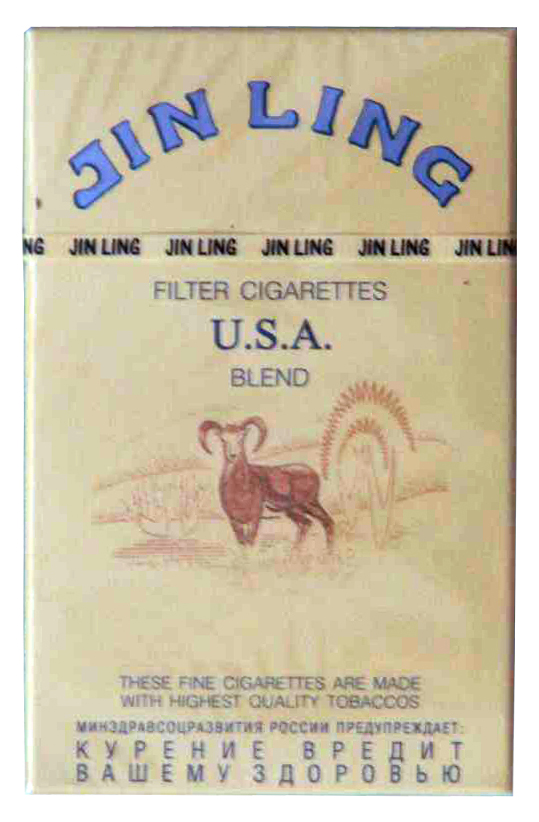
Paczka Jin Lingów

Jin Ling (zwane także Koziołkami lub Jing Pongami lub w rejonie miasta Gołdap - Dżingipingami) – marka papierosów produkowanych przez rosyjskie Bałtyckie Zakłady Tytoniowe (ros. Балтийская табачная фабрика, Bałtijskaja tabacznaja fabrika).
Opakowanie przypomina papierosy Camel (piaskowożółte tło, podobny krój czcionki), jednakże zamiast wielbłąda na obrazku widnieje górski kozioł. Początkowo wytwarzane były w Chinach, nazwa marki pochodzi od Jinling (金陵) – dawnej nazwy Nankinu, pierwotnego miejsca produkcji. Od 1997 schodzą z taśm w obwodzie królewieckim. Są najczęściej przemycaną do Polski marką wyrobów tytoniowych. Kontener tych papierosów przemycony do krajów Unii przynosi zarobek rzędu 4 milionów euro.